# José Tomás Henao
José Tomás Henao Jaramillo (Sonsón, 11 de agosto de 1854-Bogotá, 28 de abril de 1918) fue un político, historiador, médico e intelectual colombiano, que se desempeñó como Gobernador de Antioquia en 1904. 

## Biografía
Nació en Sonsón en agosto de 1854, hijo del médico Sebastián Henao Herrera y Oca y de María Jesús Jaramillo Londoño. Realizó sus primeros estudios en el Colegio Santo Tomás de Sonsón, para después trasladarse en 1871 a Bogotá a estudiar Medicina en la Universidad Nacional, de donde se graduó en 1875. En 1877 viajó a continuar sus estudios a Ecuador, y luego a Europa.
En 1876 participó de la Guerra de las Escuelas como médico militar; en la Batalla de Los Chancos, pese a haber llegado en apoyo de las fuerzas conservadoras, también prestó atención médica a los heridos del bando liberal. En 1878 se convirtió en miembro de la Academia Nacional de Medicina, entonces llamada Sociedad de Medicina de Bogotá, y en 1893 participó del primer Congreso Médico de Colombia, a lo que le siguió la participación en el segundo Congreso, en Medellín en 1913, y al tercero, en Cartagena en 1917, siendo elegido presidente de este último. También como médico, fue el primero en practicar la curación radial de la hernia inguinal, y en usar el suero de Roux contra la difteria. Fue uno de los precursores de la cirugía en Colombia. Ejerció su profesión en Ecuador, Caldas, Tolima y Antioquia, siendo el primer director del Hospital de Manizales, fundado en 1881.
En el campo político se desempeñó como Gobernador de Antioquia entre junio y septiembre de 1904, Representante a la Cámara por Antioquia entre 1896 y 1906, diputado a la Asamblea Departamental de Caldas entre 1909 y 1911, de nuevo Representante a la Cámara, entre 1912 y 1916, concejal de Manizales y cónsul de Colombia en Burdeos entre 1908 y 1909. En 1916, fue uno de los médicos que atendió al general liberal Rafael Uribe Uribe el día que fue asesinado.
Fue profesor de la Escuela de Medicina de Medellín, desde 1908 miembro de número de la Academia Colombiana de Historia y miembro fundador y segundo presidente del Centro de Historia de Manizales. Entre sus estudios de historia destaca uno sobre las piezas arqueológicas quimbayas, que le valió la admisión a la Academia Colombia de Historia, y otro sobre los viajes del colonizador Jorge Robledo.
Murió en abril de 1918, cuando se tenía previsto su nombramiento como Ministro de Gobierno de Marco Fidel Suárez.
Casado con Clementina Mejía Jaramillo, tuvo cuatro hijos: Hernardo, Bernardo, Inés y José Tomás Henao Mejía; su hijo Bernardo Henao Mejía se desempeñó como Ministro de Salud Pública durante la presidencia del General Gustavo Rojas Pinilla.